# Todo salvo armas

Los países menos desarrollados del mundo.

Todo excepto armas o todo salvo armas (EBA, acrónimo en inglés de "Everything but Arms") es una iniciativa de la Unión Europea, bajo la cual todas las importaciones a la UE desde los países menos desarrollados del mundo estarán libres de pago de tarifas aduaneras, con la excepción de las armas. Hay acuerdos transitorios para las bananas, azúcar y arroz hasta enero de 2006, julio de 2009 y septiembre de 2009, respectivamente. 
El fin de esta iniciativa es favorecer el desarrollo en los países más pobres del mundo.